# 511 v.Chr.

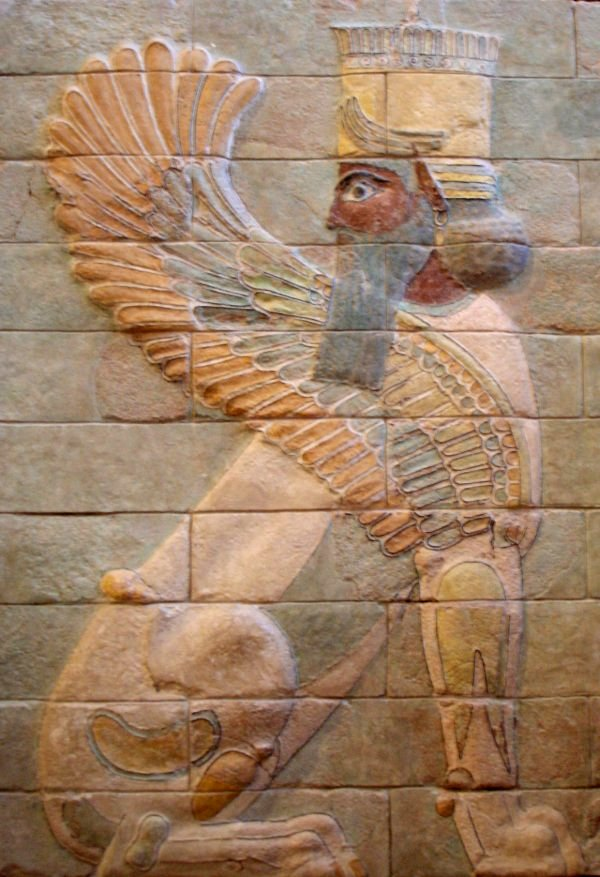
Sfinx uit paleis van Darius I (ca. 510 v.Chr.)

Het jaar 511 v.Chr. is een jaartal in de 6e eeuw v.Chr. volgens de christelijke jaartelling.

## Gebeurtenissen

### Perzië
- Koning Darius I ("de Grote") snijdt met de Perzische vloot bij de Dardanellen de aanvoer af van graan en hout voor de vrije Griekse stadstaten in Ionië.
- De Perzen veroveren de eilanden Lemnos en Imbros.